# Horní Zálezly
Horní Zálezly (dříve též pouze Zálezly, německy Salesel) je malá vesnice, část obce Malečov v okrese Ústí nad Labem. Nachází se asi 2 km na východ od Malečova. V roce 2009 zde bylo evidováno 41 adres. V roce 2011 zde trvale žilo 39 obyvatel.
Horní Zálezly je také název katastrálního území o rozloze 2,55 km².

## Historie
Nejstarší písemná zmínka pochází z roku 1188. V roce 1949 došlo k přejmenování na Horní Zálezly, aby byly odlišitelné od blízké vesnice Dolní Zálezly (do té doby také jen Zálezly).

## Obyvatelstvo
|                                                                                 | 1869 | 1880 | 1890 | 1900 | 1910 | 1921 | 1930 | 1950 | 1961 | 1970 | 1980 | 1991 | 2001 | 2011 |
| ------------------------------------------------------------------------------- | ---- | ---- | ---- | ---- | ---- | ---- | ---- | ---- | ---- | ---- | ---- | ---- | ---- | ---- |
| Obyvatelé                                                                       | 161  | 175  | 131  | 130  | 132  | 147  | 131  | 60   | 53   | 54   | 39   | 25   | 31   | 39   |
| Domy                                                                            | 18   | 19   | 19   | 18   | 18   | 18   | 22   | 17   | .    | 8    | 7    | 6    | 12   | 14   |
| Počet domů z roku 1961 je zahrnut v celkovém počtu domů místní části Proboštov. |      |      |      |      |      |      |      |      |      |      |      |      |      |      |

## Pamětihodnosti
- Krucifix při silnici na Proboštov